# Haeften (Adelsgeschlecht)

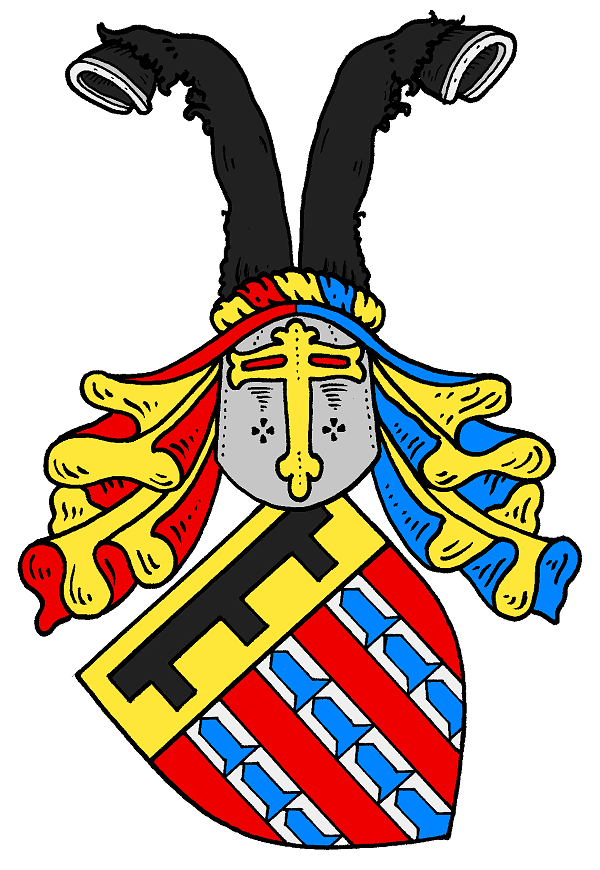
Wappen derer von Haeften

Haeften ist der Name eines alten deutsch-niederländischen Adelsgeschlechts, das seinen Ursprung in der Ortschaft Haaften im Herzogtum Geldern hat.

## Historie

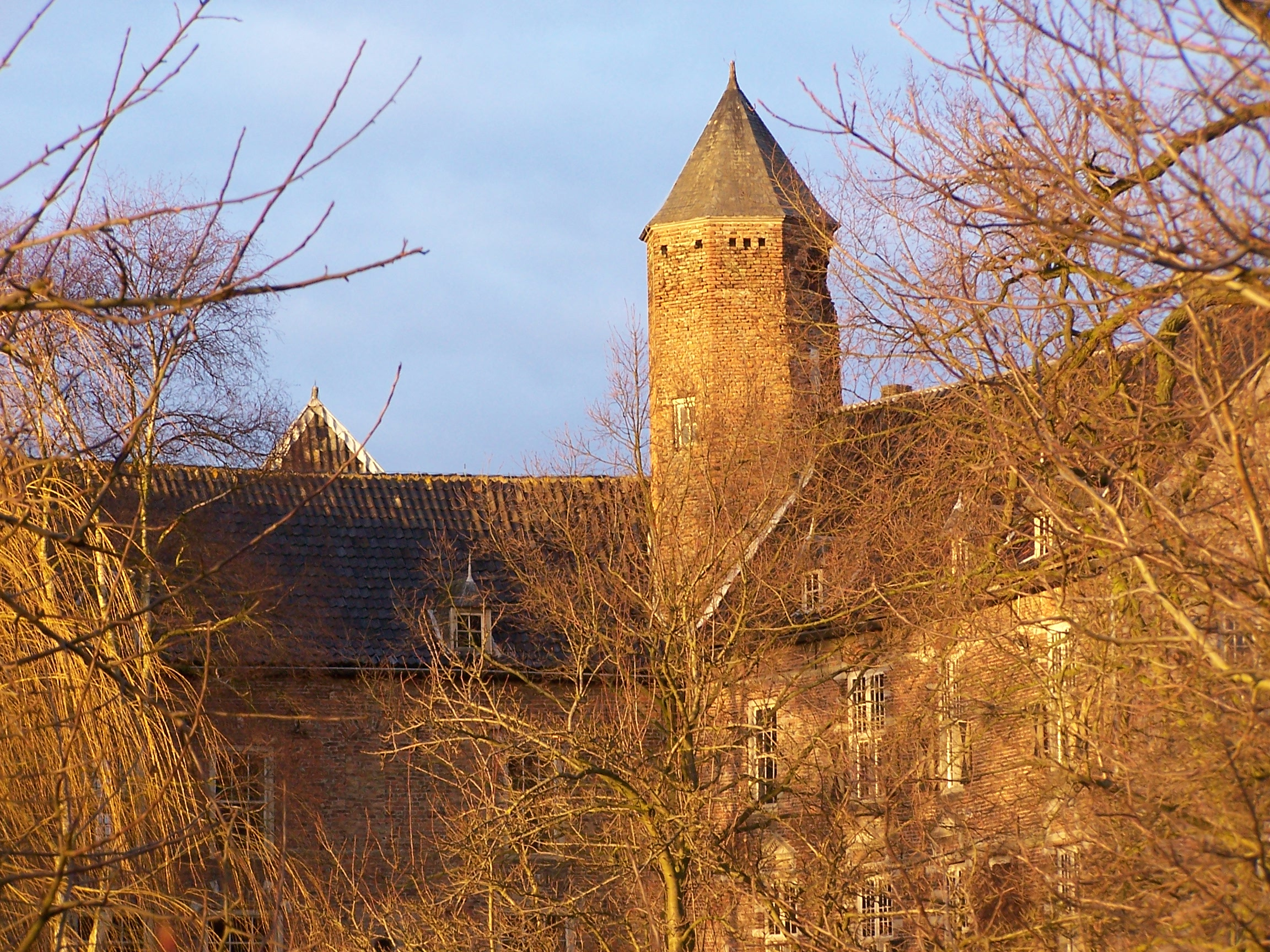
Burg Waardenburg

Erstmals urkundlich erscheint das Geschlecht am 5. August 1265 mit Rudolf Cocq (* 1215). Dessen Nachkommen nannten sich nach der von ihm erbauten Burg in Waardenburg (Werdenburg). Sein gleichnamiger Ur-Enkel Rudolf de Cocq (* 1285) nannte sich erstmals Cocq van Haeften. Dessen Vater Johan trat urkundlich 1301 als Ministerialer des Erzbischofs von Köln Wigbold von Holte als Johann von Waardenburg auf, heiratete um 1300 die Erbtochter des Gysbert von Arkel auf Haeften und erhielt als Mitgift die Herrschaft über Haaften (Goudestein). Er wurde der erste Heer van Haaften. Der Sohn Rudolf nahm deshalb den Namen de Cocq van Haeften an. Dessen Enkel verzichteten nach 1348 auf den ursprünglichen Namen de Cocq, sodass deren Nachkommen nur noch den Familiennamen van Haeften führten. 1359 siegelt ein Folpert von haeften mit dem Werdenburg-Wappen. Ein Teil der Familie zog später an den Niederrhein nach Xanten und Neuss und führte die oberdeutsche Schreibweise von Haeften ein. Bei einem Teil der in den Niederlanden verbleibenden Nachkommen wurde die Schreibweise des Familiennamens der des Ortsnamens angepasst, sodass es auch die Variante van Haaften gibt.

## Wappen
Unter goldenem Schildhaupt, darin ein dreilatziger schwarzer Turnierkragen, in Rot drei mit blauen Eisenhüten belegte Fehpfähle. Auf dem Helm mit rechts rot-goldenen, links blau-goldenen Decken zwei auswärts gekehrte schwarze Pferdebeine mit silbernen Hufen.
Es ähnelt sehr dem Wappen der gräflichen Familie Châtillon.

## Namensträger (chronologisch)
- Reinhard von Haeften (1772–1803), Ansbachischer Offizier, Freund Alexander von Humboldts
- Julius von Haeften (1802–1866), preußischer Landrat und Oberregierungsrat, Kommendator des Johanniterordens

- August von Haeften (1832–1871), preußischer Staatsarchivar
  - Hans von Haeften (1870–1937), Offizier und von 1931 bis 1935 Leiter des Reichsarchivs Potsdam
    - Hans Bernd von Haeften (1905–1944), deutscher Jurist und Widerstandskämpfer
      - Jan von Haeften (1931–2017), deutscher Unternehmer

    - Werner von Haeften (1908–1944), deutscher Jurist, Offizier und Widerstandskämpfer

- Hans-Georg von Haeften (1904–1942), Oberstleutnant, verheiratet mit Ilse Keffel (1912–1990)
  - Dietrich von Haeften (1940–2022), deutscher Oberst und Sachbuchautor